# Diego Morcillo Rubio de Auñón de Robledo
Diego Morcillo Rubio de Auñón, OST (ur. 3 stycznia 1642 w Villarrobledo, zm. 12 marca 1730 w Limie) – hiszpański duchowny katolicki, biskup León en Nicaragua w latach 1701–1708, ordynariusz La Paz w latach 1708–1714, arcybiskup metropolita La Plata o Charcas w latach 1714–1723, dziesiąty arcybiskup metropolita limski oraz prymas Peru od 1723 r., wicekról Peru w latach 1716, 1720-1724.

## Życiorys

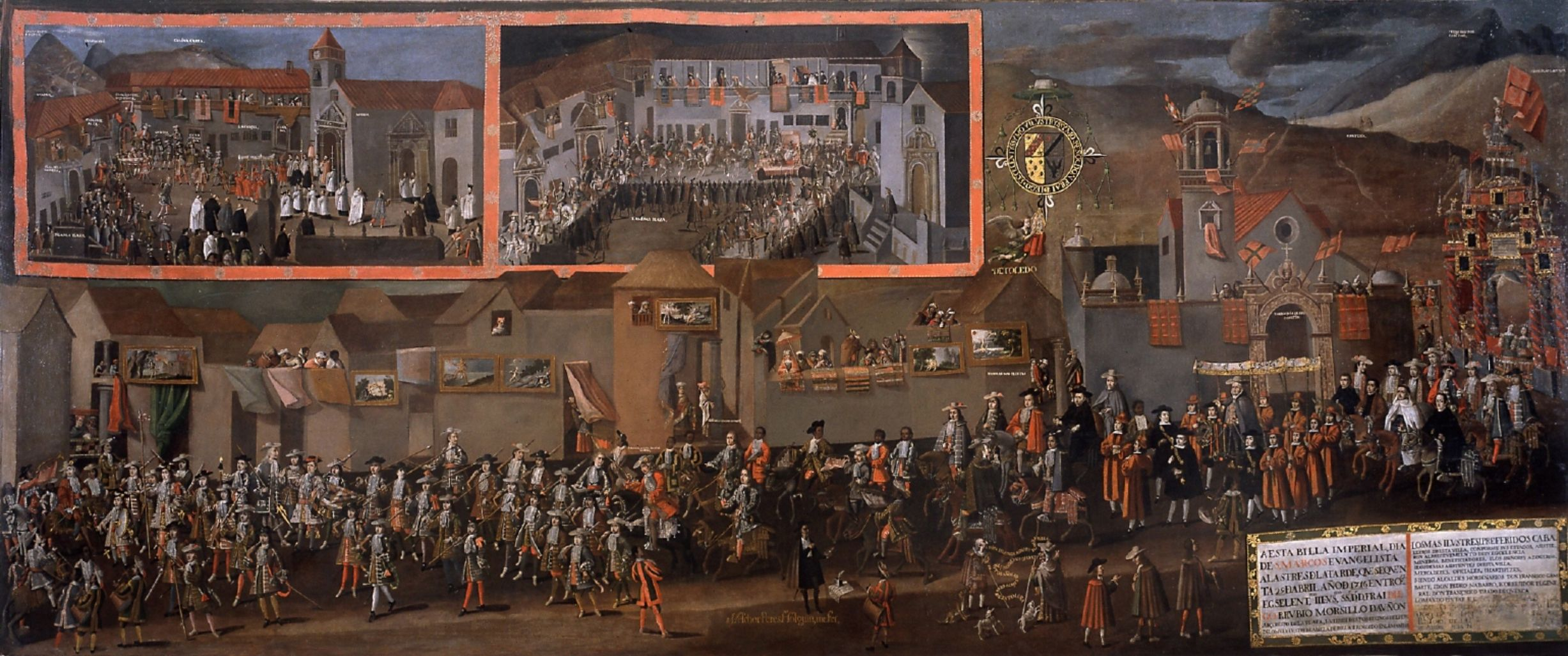
Uroczyste wkroczenie do Limy w 1718 roku

Urodził się w 1642 r. w Villarrobledo, w środkowej Hiszpanii, jako syn Alonso Morcillo i Maríi Manzano. W młodym wieku wstąpił do zakonu trynitarzy w Toledo. Studiował następnie teologię i filozofię na Uniwersytecie Alcalá de Henres. W Alcalá de Henares król Hiszpanii Karol II Habsburg mianował go kaznodzieją królewskiego dworu. Działał również w inkwizycji.
21 listopada 1701 r. został mianowany biskupem ordynariuszem León en Nicaragua, a 14 maja 1708 – biskupem La Paz w Boliwii. Następnym szczeblem w karierze było arcybiskupstwo La Plata a Charcas w Górnym Peru (21 marca 1714). Ukoronowaniem jego kariery duchownej było powierzenie mu 12 maja 1723 r., funkcji arcybiskupa limskiego i prymasa Peru.
W 1716 r., gdy był jeszcze arcybiskupem Charcas, król Filip V Burbon mianował go okresowo wicekrólem Peru. Uroczyste objęcie rządów miało miejsce 15 sierpnia tego samego roku, podczas przybycia z orszakiem do Limy. Zastąpił on na tym stanowisku Mateo de la Mata Ponce de Leóna, który również był tymczasowym wicekrólem z racji usunięcia jego poprzednika, Diego Ladorona de Guevary 2 marca 1716 r.
Morcillo zajmowanych tę funkcję do 5 października 1716 r., kiedy urząd ten objął Carmine Nicolao Caracciolo, książę Santo Buono, oficjalne następca Ladrón de Guevary. Morcillo następnie powrócił do kościelnych obowiązków arcybiskupa Charcas.
Pod koniec kadencji księcia Caracciolo, Morcillo ponownie został wicekrólem tyle, że tym razem na stałe. Przybył do Limy i objął swój urząd 26 stycznia 1720 r. Po śmierci arcybiskupa Limy, Antonio de Zuloagi został jednocześnie nowym arcybiskupem metropolitą limskim i prymasem Peru.
Do jego najważniejszych dokonań politycznych należy zaliczyć zwiększenie dochodów królewskich z kolonii i odparcie angielski piratów, atakujących miasta portowe w wicekrólestwie.
W tym czasie papież Benedykt XIII podniósł do rangi świętych dwóch peruwiańskich błogosławionych: Toribio de Mogrovejo i Francisco de Solano. Morcillo przeznaczał wiele funduszy na zakony: trynitarzy, prowadzący dzieła charytatywne, takie jak szpitale i szkoły, oraz karmelitów bosych.
Został zapamiętany przez potomnych jako inteligentny i dobry administrator. Napisał książkę pt. Clamores de la Obligación (Okrzyki obowiązków). Opuścił urząd namiestnika w 1724, po serii poważnych incydentów w Paragwaju. Zmarł w Limie w 1730 r. i został pochowany w krypcie katedry.